# 鼠麴雪兔子
鼠麴雪兔子（学名：Saussurea gnaphalodes）是菊科风毛菊属的植物。分布于印度、尼泊尔、哈萨克斯坦以及中国大陆的西藏、甘肃、四川、新疆、青海等地，生长于海拔2,700米至5,700米的地区，多生长在山坡流石滩。